# 布拉什克里克 (明尼蘇達州)
布拉什克里克（英語：Brush Creek）是位於美國明尼蘇達州法里博縣布拉什克里克鎮區的一個非建制地區。

## 地理
布拉什克里克所處的海拔為高於海平面345米（即1132英呎），而該地所採用的時區為UTC-6，即北美中部時區（CST）。同時該地設有夏令時間，為UTC-6調快一小時，即UTC-5（CDT）。